# Lili Popovich
Liliana Elena Popovich (Buenos Aires, 1 de marzo de 1963) conocida artísticamente como Lili Popovich es una actriz y profesora de teatro argentina.
Ha trabajado numerosas ocasiones en el teatro y en el cine es reconocida por formar parte del elenco principal de la película El Clan (2015) de Pablo Trapero.

## Carrera profesional
Popovich es una actriz de amplia trayectoria. Su talento la llevó a encarar numerosos proyectos y trabajar con artistas argentinos reconocidos. No sólo como actriz, sino que además como formadora de sus colegas. "Detrás de todo gran hombre hay una gran mujer" dicen, y en el caso de Lili su camino la llevó a trabajar como coach actoral de Julio Chávez.
Después de protagonizar El clan, Popovich recibió casting en Alemania, pero comentó lo siguiente No me iría nunca de mi país, salvo que sea un tiempo por trabajo. Nunca a instalarme para vivir buscando mi profesión afuera.

## Vida personal
Popovich también es maestra jardinera y de música. Mientras ejercía dicha profesión, sentía que tenía ganas de incursionar en el arte.

## Filmografía

### Cine
| Año  | Título                | Papel            | Dirección         |
| ---- | --------------------- | ---------------- | ----------------- |
| 2005 | El viento             | Marta Dufour     | Eduardo Mignogna  |
| 2010 | Sin retorno           | Señora con perro | Miguel Cohan      |
| 2011 | Accidentes gloriosos  |                  | Mauro Andrizzi    |
| 2011 | Ausente               | Rectora          | Marco Berger      |
| 2015 | El Clan               | Epifanía Puccio  | Pablo Trapero     |
| 2020 | Sentadas en el umbral |                  | Mónica Ester Roza |
| 2021 | Voces secretas        | Vecina           | Rodolfo Carnevale |
| 2023 | El portador           |                  | Matías Galli      |

### Televisión
| Año       | Título                     | Papel                | Notas                                 |
| --------- | -------------------------- | -------------------- | ------------------------------------- |
| 1998      | Gasoleros                  |                      |                                       |
| 1999-2000 | Verano del 98              |                      |                                       |
| 2001      | EnAmorArte                 |                      |                                       |
| 2005      | Sin código                 | Helga                |                                       |
| 2006      | Mujeres asesinas           |                      | Episodio: «Susana, dueña de casa»     |
| 2012      | Sos mi hombre              |                      |                                       |
| 2013      | Combatientes               | Andrea Roggero       |                                       |
| 2013      | Solamente vos              |                      |                                       |
| 2016      | Los ricos no piden permiso | María Estela Arriaga |                                       |
| 2018      | Simona                     | Elena Hernández      |                                       |
| 2018-2019 | Millennials                | Raquel Gorostiza     |                                       |
| 2022      | El primero de nosotros     | Teresa               |                                       |
| 2023      | Planners                   | Miranda Aguirre      | Episodio: «A Marcos le va a encantar» |
| 2025      | Envidiosa                  | Mónica               | Episodio: «La secta»                  |

## Premios y nominaciones
| Año  | Organización | Categoría               | Trabajo | Resultado | Ref(s) |
| ---- | ------------ | ----------------------- | ------- | --------- | ------ |
| 2016 | Premios Sur  | Mejor actriz de reparto | El Clan | Nominada  | [ 2 ]  |